# Птань-Жилинских
Птань-Жилинских — деревня в Куркинском районе Тульской области в составе Самарского сельского поселения.

## География
Находится в юго-восточной части Тульской области на расстоянии приблизительно 9 км на запад по прямой от поселка Куркино, административного центра района.

## История
В 1859 году здесь (сельцо Птань нижняя Ефремовского уезда Тульской губернии) было учтено 11 дворов, в 1926 (деревня Птань-Жилино) — 52, в конце 1930-х годов отмечена как часть деревни Подхожее.

## Население
Постоянное население составляло 135 человек (1859 год), 273 (1926), 21 (русские 100 %) в 2002 году, 13 в 2010.